# Барон Килланин

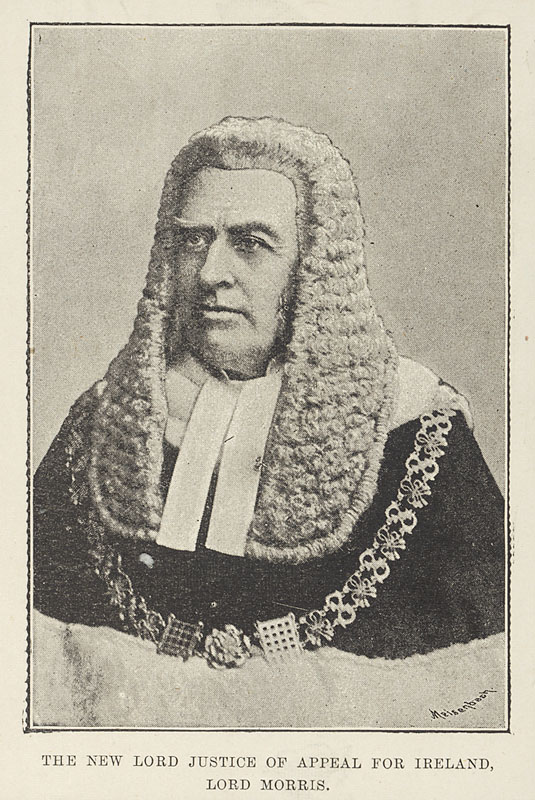
Майкл Моррис, 1-й барон Килланин (1826—1901)

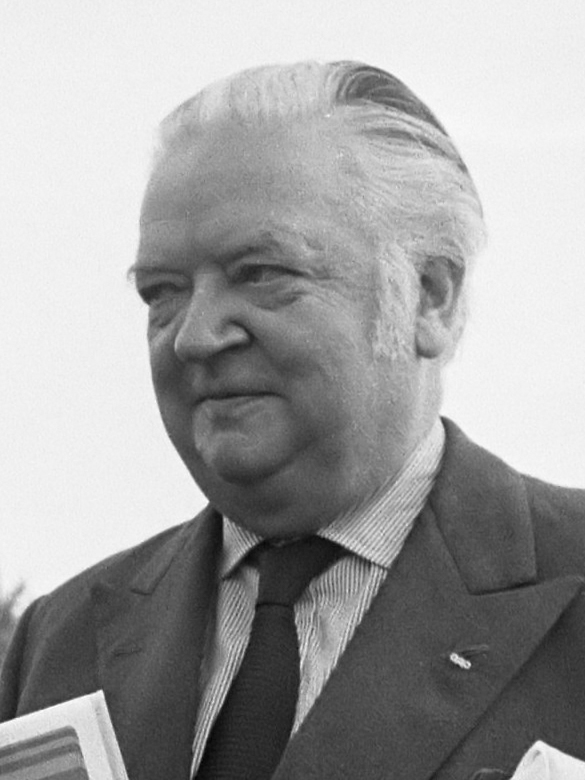
Майкл Моррис, 3-й барон Килланин (1914—1999)

Барон Килланин из Голуэя в графстве Голуэй — наследственный титул в системе Пэрства Соединенного Королевства. Он был создан 15 июня 1900 года для ирландского адвоката и политика Майкла Морриса, барон Морриса (1826—1901). Он заседал в палате общин от Голуэй Боро (1865—1867), занимал должности генерального солиситора Ирландии (1866), генерального атторнея Ирландии (1866—1867), главного судьи ирландского суда общегражданских исков (1876—1887), лорда главного судьи Ирландии (1887—1889) и лорда судьи Апелляционном суда (1889—1900). 14 сентября 1885 года для него уже был создан титул баронета Морриса (Баронетство Соединённого королевства). 5 декабря 1889 года Майкл Моррис получил пожизненный титул барона Мориса из Спидла в графстве Голуэй.
В 1901 году после его смерти титул пожизненного пэра угас, а титулы барона Килланина и баронета унаследовал его старший сын, Мартин Генри Фицпатрик Моррис, 2-й барон Килланин (1867—1927). Он представлял Голуэй Боро от консервативной партии в Палате общин Великобритании (1900—1901) и служил в качестве лорда-лейтенанта графства Голуэй (1918—1922). Его преемником стал его племянник, Майкл Моррис, 3-й барон (1914—1999), сын Джорджа Генри Морриса. Он видный автор, журналист и спортивный чиновник, был президентом Международного олимпийского комитета (1972—1980).
По состоянию на 2024 год носителем баронского титула являлся его старший сын, Джордж Редмонд Фицпатрик Моррис, 4-й барон Килланин (род. 1947), который стал преемником своего отца в 1999 году. Нынешний лорд Килланин — режиссёр фильмов.

## Бароны Килланин (1900)
- 1900—1901: Майкл Моррис, 1-й барон Килланин (14 ноября 1826 — 8 сентября 1901), старший сын Мартина Морриса (1784—1862)[1];
- 1901—1927: Мартин Генри Фитцпатрик Моррис, 2-й барон Килланин (11 августа 1867 — 22 июля 1927), старший сын предыдущего[2];
- 1927—1999: Майкл Моррис, 3-й барон Килланин (30 июля 1914 — 25 апреля 1999), единственный сын подполковника достопочтенного Джорджа Генри Морриса (1872—1914), племянник предыдущего[3];
- 1999 — настоящее время: (Джордж) Редмонд (Фицпатрик) Моррис, 4-й барон Килланин (род. 26 января 1947), старший сын предыдущего[4];
  - Наследник титула: достопочтенный Люк Майкл Джеффри Моррис (род. 22 июля 1975), единственный сын предыдущего[5].